# Делгіу
Делгіу (рум. Dălghiu) — село у повіті Брашов в Румунії. Входить до складу комуни Вама-Бузеулуй.
Село розташоване на відстані 126 км на північ від Бухареста, 25 км на схід від Брашова.

## Населення
За даними перепису населення 2002 року у селі проживали 155 осіб, усі — румуни. Усі жителі села рідною мовою назвали румунську.